# Подольски, Даниел
Да́ниел Ка́лман Подо́льски (Подо́льский, англ. Daniel Kalman Podolsky, 17 мая 1953 года, Детройт, Мичиган, США) — американский гастроэнтеролог и член Национальной медицинской академии. Является президентом Юго-западного медицинского центра Техасского университета и сопредседателем организации Southwestern Health Resources.

## Биография
Даниел Подольски родился в Детройте, штат Мичиган, 17 мая 1953 года. Был третьим из пяти детей Гарольда и Рут Подольски, американцев в первом поколении, родители которых эмигрировали из России в начале 1900-х годов в Детройт. К тому времени, когда Даниел пошел в школу, семья переехала в Саутфилд, штат Мичиган, пригород Детройта. Его отец окончил медицинскую школу государственного университета Уэйна и был врачом, который занимался общей медициной, проводил операции и принимал роды. Чтобы заработать денег на обучение, он взял годичный отпуск во время учебы в медицинской школе, чтобы поработать научным сотрудником, изучая физиологию желудочной секреции у собак и положив начало наследию Подольских — гастроэнтерологии.
Подольски с отличием окончил Гарвардский колледж в 1974 году и получил премию Л. Дж. Хендерсона за лучшую диссертацию по биохимии, разъясняющую роль гликозилтрансфераз в дифференцировке эпителия.
В 1978 году он с отличием окончил Гарвардскую медицинскую школу и получил приз памяти Леона Резника за выдающиеся исследования , после чего прошел ординатуру по внутренней медицине и стипендию по гастроэнтерологии в Массачусетской больнице общего профиля.
В 1982 году Подольски поступил на преподавательский факультет Массачусетской больницы общего профиля Гарвардской медицинской школы. Был назначен главой отделения гастроэнтерологии в Массачусетской больнице общего профиля в 1989 г.
В 1991 году основал Центр изучения воспалительных заболеваний кишечника, который финансировался через программу Центра болезней органов пищеварения Национального института диабета, болезней органов пищеварения и почек (NIDDK). Он также основал Центр рака желудочно-кишечного тракта высокого риска, Центр печени, желчных протоков и поджелудочной железы и центр перистальтики печени. Получил звание профессора медицины в Гарвардской медицинской школе в 1998 году.
С 2005 по 2008 год Подольски занимал должность главного научного директора компании Partners HealthCare, которая была соучредителем Массачусетской больницы общего профиля и больницы Бригама. В качестве главного научного директора руководил исследовательским предприятием стоимостью 1 миллиард долларов, а также курировал высшее медицинское образование в обеих больницах. Подольски также работал деканом факультета академических программ в Гарвардской медицинской школе.
В 2008 году Подольски стал третьим президентом Юго-западного медицинского центра Техасского университета, где является профессором внутренней медицины и занимает почетную президентскую кафедру академического управления и медицины Филипа О’Брайана Монтгомери-младшего и Брайан Уилденталь, заслуженный председатель медицинских наук.
В настоящее время является членом Ассоциации американских врачей, состоит в Американском обществе клинических исследований и Американской федерации медицинских исследований (ранее Американской федерации клинических исследований). Он также входит в совет директоров Agilent Technologies.
Подольски ранее занимал пост вице-президента по исследованиям Фонда здоровья пищеварительной системы и питания, был членом Консультативного совета NIDDK, членом Национального научного консультативного комитета Crohn’s & Colitis Foundation и членом совета директоров GlaxoSmithKline.
За свою карьеру Подольски подготовил более 80 научных сотрудников на факультетах по всему миру, а также 120 докторантов.

## Исследования
Подольски — гастроэнтеролог и исследователь трансляций, исследует особенности функции эпителиальных клеток. Его лаборатория определила и охарактеризовала функциональное действие и молекулярные механизмы пептидов трилистника, которые играют центральную роль в поддержании целостности слизистой оболочки и облегчении восстановления после повреждения.
Наблюдения за белками трилистника, сделанные лабораторией Подольски, послужили стимулом для изучения семейства факторов трилистника исследовательскими группами по всему миру. Терапевтическое значение трилистниковых пептидов распространяется на нестероидную противовоспалительную лекарственную гастропатию, индуцированный химиотерапией мукозит, алкогольную гастропатию, язвенную болезнь, инфекционную диарею и воспалительные заболевания кишечника.
В сочетании с исследованиями, определяющими основные механизмы, регулирующие функцию эпителия, лаборатория Подольски предоставила представление о роли этих процессов в воспалительных заболеваниях кишечника. Он был главным исследователем по многочисленным федеральным исследовательским грантам и является автором более 300 оригинальных исследований и обзорных статей.
Подольски является автором нескольких учебников, в том числе «Воспалительные заболевания кишечника: руководство клинициста», получивших высокую оценку премии Британской медицинской ассоциации за 2018 год в области медицинской книги.

## Награды
- 2009 — Медаль Юлиуса Фрейденвальда Американской гастроэнтерологической ассоциации
- 2007 — Премия Американской гастроэнтерологической ассоциации за выдающиеся достижения[5]
- 1998 — Премия MERIT Национального института здравоохранения